# Herschell Gordon Lewis

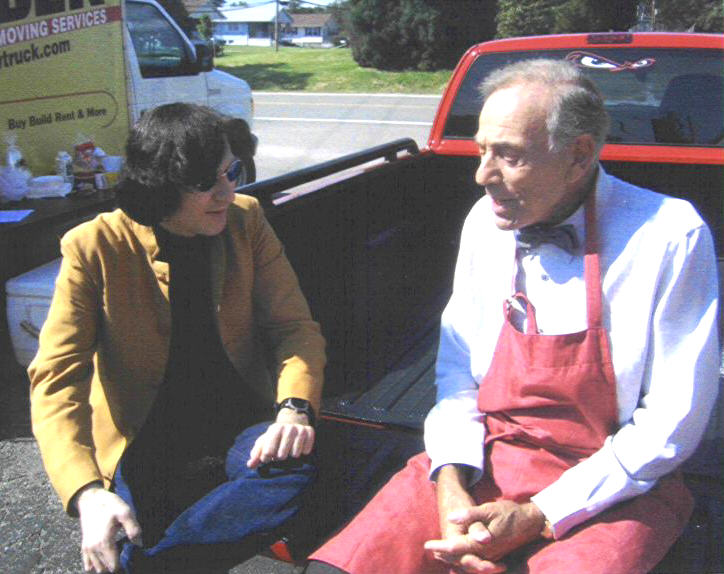
Herschell Gordon Lewis (rechts) mit Rock Savage auf dem Set von Chainsaw Sally (2003)

Herschell Gordon Lewis (* 15. Juni 1929 in Pittsburgh, Pennsylvania; † 26. September 2016 in Fort Lauderdale, Florida) war ein US-amerikanischer Filmemacher und Werbefachmann. Er gilt als erster Filmemacher, der explizite Gewaltszenen des Schauwertes wegen in seine Filme integrierte, und deshalb als Begründer des Splatter- und Gore-Genres. Oft wird er mit dem Titel „Godfather of Gore“ versehen.

## Leben und Karriere
Für seinen ersten Film The Prime Time (1960) war er lediglich als Produzent tätig. Daraufhin übernahm er die Regie in einigen Filmen des damals sehr lukrativen „Nudisten-Camp-Genre“ für den Produzenten David F. Friedman. Für den ersten dieser Filme, Living Venus (1961), schrieb Hugh Hefner das Drehbuch.
Als immer mehr Filmemacher, z. B. Doris Wishman, Nudistenfilme drehten, suchten sich Lewis und Friedmann ein neues Genre, in dem mit geringen Produktionskosten große Gewinne zu machen wären. Inspiriert wurde Lewis von einem Film, in dem ein Mann mit einem Maschinengewehr erschossen wird und an dessen Leiche man keine Einschüsse und kein Blut sah. 1963 wurde Blood Feast gedreht, der erste Film mit expliziten Splatterszenen in der Filmgeschichte. Schnell folgten Two Thousand Maniacs! (1964) und Color Me Blood Red (1965). Mit letzterem endete die Zusammenarbeit mit Friedmann, Lewis produzierte die weiteren Filme selbst. Sein verschollener Film Linda and Abilene (1969) wurde im Frühsommer 1969 auf der Spahn Movie Ranch gedreht, die damals von Charles Manson und seiner Sippe bewohnt wurde. Die Szenen expliziter Gewalt steigerten sich von Film zu Film bis hin zu Wizard of Gore (1970). Bekannt wurden seine Trailer, vor denen alle schwangeren oder herzkranken Zuschauer gewarnt werden, das Kino zu verlassen, bevor der Trailer beginnt. Während der Trailer spricht oft eine Stimme beruhigend auf die Zuschauer ein: “Remember! It’s just a movie.”
Mitte der 1970er-Jahre zog sich Lewis aus dem Filmgeschäft zurück und startete eine zweite Karriere in der Werbeindustrie. Einige seiner Bücher über Effekte in der Werbung gelten mittlerweile als Standardwerke und wurden in mehrere Sprachen übersetzt.
2002 kehrte er auf den Regiestuhl zurück und drehte Blood Feast 2: All U Can Eat.
Frank Henenlotter veröffentlichte 2010 mit Herschell Gordon Lewis: The Godfather of Gore eine Dokumentation über ihn.

## Trivia
- Wegen Steuerhinterziehung saß Lewis einige Zeit im Gefängnis. Als er wieder herauskam, hatte seine Vermieterin die Filmkopien auf dem Speicher weggeworfen, so dass er schon vermutete, die Filme wären für immer verloren. Für ihn war dies der Tiefpunkt seines Lebens. In einigen Autokinos wurden jedoch später einzelne Kopien gefunden, sodass heute viele seiner Filme auf DVD zugänglich sind.
- John Waters hält Lewis und Russ Meyer für die größten amerikanischen Filmemacher; Lewis vor allem aufgrund seiner Vermarktungsideen wie der Trailerwarnungen oder der Verteilung von Spuckbeuteln vor Vorstellungsbeginn.
- Während der Dreharbeiten zu Two Thousand Maniacs! wussten die Bewohner der Kleinstadt, in der gefilmt wurde, nicht, dass sie in einem Splatterfilm verrückte Hinterwäldler spielen; dementsprechend verärgert waren sie nach Veröffentlichung des Films.
- Der Film Bloodsucking Freaks basiert auf Herschells The Wizard of Gore.
- In der kanadisch-US-amerikanischen Filmkomödie Juno zeigt der zukünftige Adoptivvater von Junos Baby, Mark, Juno The Wizard of Gore. Zuvor hatte sie bestritten, dass Herschell Gordon Lewis der „ultimative Meister des Horrors“ sei.
- 2016 übernahm er eine kleine Filmrolle im Blood-Feast-Remake Blood Feast – Blutiges Festmahl von Marcel Walz. Dies war gleichzeitig sein letzter öffentlicher Auftritt.

## Filmografie (Auswahl)
- 1961: Living Venus
- 1963: Blood Feast
- 1963: Scum of the Earth
- 1964: Two Thousand Maniacs!
- 1965: Monster A-Go Go
- 1965: Color Me Blood Red
- 1967: A Taste of Blood
- 1967: The Gruesome Twosome
- 1967: Something Weird
- 1967: Blast-Off Girls
- 1968: She-Devils on Wheels
- 1970: The Wizard of Gore
- 1971: This Stuff’ll Kill Ya!
- 1972: Year of the Yahoo!
- 1972: The Gore Gore Girls
- 2002: Blood Feast 2: All U Can Eat
- 2009: The Uh-Oh Show
- 2017: Bloodmania